# Ghirlanda (Massa Marittima)
Ghirlanda è una frazione del comune italiano di Massa Marittima, nella provincia di Grosseto, in Toscana.

## Storia
La frazione di Ghirlanda si sviluppa nella piana a nord di Massa Marittima dopo le prime bonifiche di quell'area paludosa effettuate nel 1605. La bonifica fu completata nel 1774 su progetto dell'ingegnere Leonardo Ximenes. Ghirlanda divenne presto un importante centro minerario, grazie all'estrazione della limonite, e negli anni trenta del Novecento aumentò la sua importanza dopo la scoperta di un ricco giacimento di pirite nella valle del fosso Val d'Aspra. La Montecatini iniziò lo sfruttamento del giacimento. Una società di Amburgo, la Erz Bergwerke-Val d'Aspra, fece costruire una ferrovia privata che attraversava la valle del fosso Val d'Aspra, nei pressi di Niccioleta, fino a raggiungere Ghirlanda, dopodiché i minerali venivano caricati sulla ferrovia Massa Marittima-Follonica, raggiungevano il porto e venivano imbarcati per la Germania.
Negli anni dopo la seconda guerra mondiale la miniera chiuse e oggi rimane solo nel borgo la presenza della vecchia stazione.

## Monumenti e luoghi d'interesse
- Mulino Badii, complesso architettonico costruito nel 1857, divenne nel 1918 il Mulino Pastificio di Ghirlanda. Il complesso è interessante perché è formato da diverse strutture che testimoniano differenti stili artistici ed architettonici: negli anni 1924 e 1925 al vecchio casolare ottocentesco fu aggiunto un fabbricato pregevolmente decorato in stile liberty con tanto di torre con orologio, e nel 1940 fu aggiunto un ulteriore edificio in architettura fascista. Oggi il Mulino Badii versa in stato di abbandono.[1]

- Fonti della Bufalona, antiche fonti pubbliche risalenti al XIII secolo, erano state costruite a servizio delle popolazioni di Massa Vecchia. L'attuale aspetto è dovuto ad alcune ristrutturazioni ottocentesche, così come la costruzione degli adiacenti lavatoi.[2] L'edificio è ricordato per la sosta che vi fece Garibaldi il 2 settembre 1849.

- Stazione ferroviaria di Ghirlanda, ex stazione capolinea della linea Massa Marittima-Follonica, è oggi adibita ad abitazione privata, ma presenta ancora le originarie decorazioni in stile liberty.

## Società

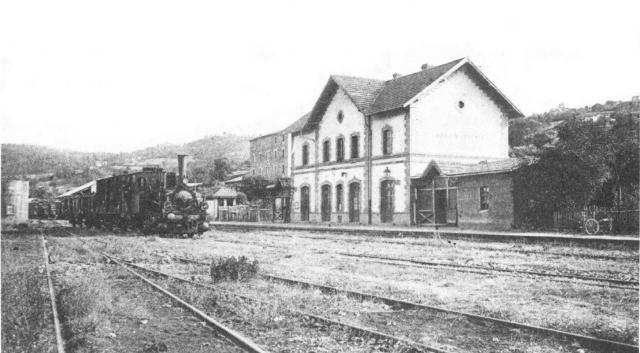
Treno in arrivo alla stazione di Ghirlanda nel 1916

### Evoluzione demografica
Quella che segue è l'evoluzione demografica della frazione di Ghirlanda.
| Anno | Abitanti |
| ---- | -------- |
| 1961 | 209      |
| 1981 | 105      |
| 2001 | 173      |
| 2011 | 213      |

## Cultura

### Eventi
La fiera di Ghirlanda è un evento che si tiene ogni anno il 1º settembre, che ha una grande eco nel territorio delle Colline metallifere. Si tratta di una rassegna agrozootecnica, erede della tradizionale mostra mercato del bestiame sopravvissuta fino ad oggi e modernizzata. Oltre a degustazioni e vendita di prodotti tipici locali, sono allestiti spettacoli e le tradizionali esibizioni dei butteri.

## Infrastrutture e trasporti

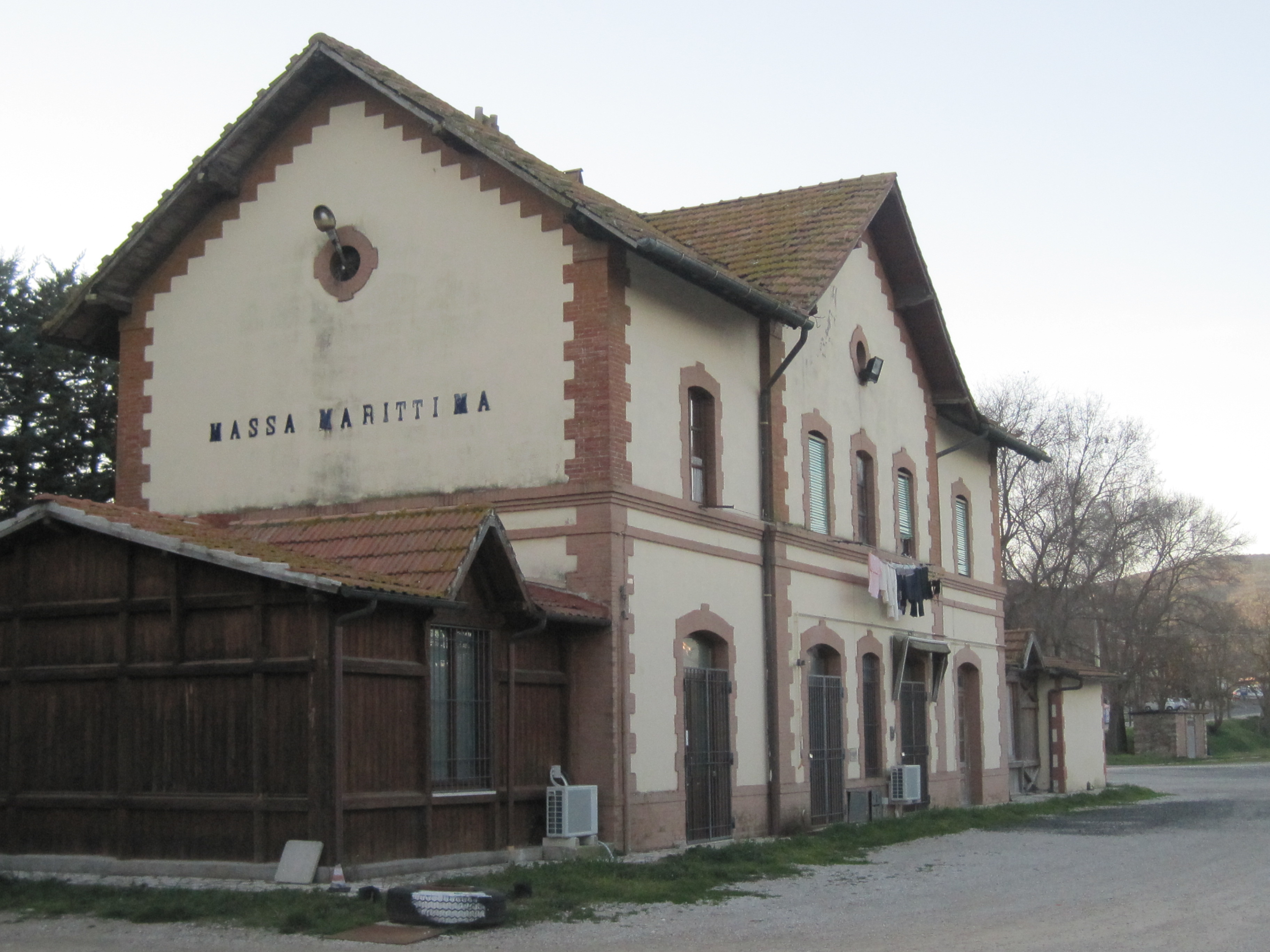
La stazione di Ghirlanda

Dal 1902 al 1944 il collegamento con la costa era garantito tramite la citata Ferrovia Massa Marittima-Follonica, un'infrastruttura nata quale ferrovia mineraria. Interrotta per cause belliche, la ferrovia non fu più ricostruita e in sua vece funziona l'autoservizio che percorre la strada regionale 439, già Strada statale 439 Sarzanese Valdera.